# Pelle János (író)
Pelle János (Budapest, 1950. február 7. –) magyar író, újságíró, publicista, történész, irodalomtörténész, műfordító. Nős, felesége Rátvai Edina orvosnő.

## Pályafutása
Pelle Sándor (Priester Sámuel) kereskedelmi magántisztviselő és Taub Alice (1911–1984) fiaként született. Apja Szarajevóból származott, de kétéves korától Pécsett élt. Nagybátyja Tabi László. Az Eötvös Loránd Tudományegyetem (ELTE) Bölcsészettudományi Karának magyar–francia tanári szakát végezte el 1969–1974 között. 1974–1986 között a Kossuth Kiadóban dolgozott. 1986–1987-ben a Közgazdasági és Jogi Könyvkiadó Minerva szerkesztőségében szerkesztett. 1992-ben megalapította a Magyarországi Zsidó Fórumot. 1992–1993-ban a Kommentár szerkesztője volt. 1994–1996 között a 168 Óra főmunkatársa volt. 2000–2004 között a Zsidó Közéleti Unió ügyvivője volt. 2001–2004 között a Heti Válasz munkatársa volt. 2004 óta a Zsidó-Keresztény Közületi Unió ügyvivője.

## Munkássága
Két dokumentumfilmben is közreműködött (Midőn a vér... vérvádak a holokauszt után, Kő a sírra. Az 1946-os miskolci népítéletek). Magyar zsidó irodalomtörténetet és az antiszemitizmus történetét tanítja az Országos Rabbiképző – Zsidó Egyetemen.
Különféle politikai oldalakhoz kötődő újságokban publikál (HVG, Magyar Nemzet, Népszabadság, Magyar Idők).

## Művei

### Francia irodalom- és művelődéstörténeti tárgyú könyvei
- Rousseau világa; Európa, Budapest, 1981
- Ész és szenvedély. Irodalom és filozófia a francia felvilágosodás korában; Gondolat, Budapest, 1982
- Casanova, avagy A 18. század egy kalandor szemével; Kossuth, Budapest, 1987
- Casanova, a szerelem félistene; Magyar Könyvklub, Budapest, 1997 (1987-es Casanova átdolg. kiad.)

### Történeti, irodalomtörténeti és szociológiai munkái
- A diplomák inflációja; Magvető, Budapest, 1987 (Gyorsuló idő)
- Az utolsó vérvádak. Az etnikai gyűlölet és a politikai manipuláció kelet-európai történetéből; Pelikán, Budapest, 1995
- Antiszemitizmus és totalitarizmus; Jószöveg Műhely, Budapest, 1999 (Jószöveg hiánypótló) ISBN 963 9134 13 9
- Jászi Oszkár. Életrajzi, eszme- és kortörténeti esszé; közread. XX. Század Intézet, Kairosz, Szentendre, 2001
- A gyűlölet vetése. A zsidótörvények és a magyar közvélemény, 1938–1944; Európa, Budapest, 2001; angolul: Sowing the seeds of hatred. Anti-Jewish laws and Hungarian public opinion, 1938–1944; Columbia University Press, New York, 2004 (East European Monographs)
- Bosszú és kegyetlenség. Az emberi gyűlölet kultúrtörténete; Alexandra, Pécs, 2006
- Zsidó gombolyag; Ráday Könyvesház, Budapest, 2007
- A humorista. Tabi László és a zsidó humor 1945 után; ill. Kaján Tibor, bibliográfia Thuróczy Gergely; K. u. K. Kiadó, Budapest, 2013
- Auschwitz magyar szemmel; K.u.K., Budapest, 2016
- Kovács Béla a történelem mérlegén; Merkava, Csobánka, 2017
- Vérvád, hisztéria, népítélet. „Zsidókérdés” Magyarországon 1945-ben és 1946-ban; Milton Friedman University Press, Budapest, 2020
- „Zsidókérdés” és magyar társadalom, 1938–1956; Kocsis Kiadó, Budapest, 2024
- Molnár Ferenc és a "konvencionális hazugságok"; Joshua Könyvek, Budapest, 2025

### Irodalmi művei
- Bilincs és ragasztó; Kozmosz, Budapest, 1982
- Párhuzamos nekrológok. Kelet-európai regény; Kozmosz Könyvek, Budapest, 1984   ISBN 963 211 590 2
- Feszített tükör; Magvető, Budapest, 1987
- Lencse alatt, regény; PolgArt, Budapest, 2003
- Lelkek iránytűje. Dokumentumregény a szellemek világáról; Minerva, Budapest, 2018

### Periodika, évkönyv
- Írószemmel, 1978–1980; szerk. Kossuth, Budapest, 1971–1985
- Magyar mozaik; szerk., vál.; Közgazdasági és Jogi Könyvkiadó–Minerva, Budapest, 1987–1989
- Kommentár. Évente tízszer megjelenő szabadelvű társadalomkritikai folyóirat; szerk. Hernádi Miklós, Pelle János; Poliaqua Kft., Budapest, 1992–1994

### Szerkesztései
- A hírügynök. Írók a tömegtájékoztatásról; szerk. Pelle János, ill. Brenner György; Tömegkommunikációs Kutatóközpont, Budapest, 1988 (Membrán könyvek)
- A múmia lába. Természetfölötti elbeszélések; vál. Pelle János; Népszava, Budapest, 1990

### Fordításai
- Casanova: Itáliai kalandok; vál., ford.; Népszava, Budapest, 1989 (Pajzán történetek)
- Maurice Leblanc: Asszony a bárddal. A vizesüveg; Népszava, Budapest, 1989 (Arsene Lupin 1.)
- Apollinaire: Tizenegyezer vesszőcsapás; ill. Várady Róbert; Betűvető, Budapest, 1990
- De Sade márki: Juliette története vagy A bűn virágzása; Xanaprint, Budapest, 1990
- Gaston Leroux: Az operaház fantomja; Árkádia, Budapest, 1990
- Jakov Katz: Az előítélettől a tömeggyilkosságig. Az antiszemitizmus története 1700–1933 között; Osiris, Budapest, 2001 (Osiris könyvtár Judaica)
- Daniel Sibony: A három monoteista vallás. Zsidók, keresztények és muzulmánok eredetük és sorsuk tükrében; ford. Pelle János, Horváth Milena; Múlt és Jövő, Budapest, 2002
- Marquis de Custine: Oroszországi levelek. Oroszország 1839-ben; Nagyvilág, Budapest, 2004
- Gaston Leroux: Az operaház fantomja; Európa, Budapest, 2003
- Gaston Leroux: Az operaház fantomja; ford. és a szerzőt bemut. Pelle János, ill. Orosz István; Alexandra, Pécs, 2005 (A krimi gyöngyszemei)
- Nicolas Roth: Tizenhat évesen Auschwitzban. Egy debreceni zsidó visszaemlékezései; Debreceni Zsidó Hitközség–Merkava, Debrecen–Csobánka, 2015

## Tudományos fokozata
- Az irodalomtudomány kandidátusa (1984)